# Joan Kelly
Joan Kelly (auch Joan Kelly-Gadol, geboren 29. März 1928 in Brooklyn, New York, USA; gestorben 15. August 1982 in New York City) war eine US-amerikanische Historikerin. Sie gilt als Pionierin der Frauen- und Geschlechtergeschichte. Ihr Artikel Did Women Have a Renaissance? gilt als bahnbrechend für die Geschichtswissenschaft. Gemeinsam mit Gerda Lerner etablierte sie in den frühen 1970er Jahren das erste Master-of-Arts-Programm in Frauengeschichte.

## Leben
Joan Kelly war die einzige Tochter von Ruth B. Jacobsen Kelly und George Vincent Kelly, einem Polizisten. Sie studierte Geschichte des Mittelalters und Philosophie an der St. John’s University in New York und erlangte 1953 den Bachelorgrad. Mit einem Stipendium der Woodrow Wilson National Fellowship Foundation setzte sie ihr Studium an der Columbia University in New York fort, wo sie 1954 zum Master graduierte. 1963 wurde sie in Geschichtswissenschaft bei Garret Mattingly promoviert. Während ihrer Zeit an der Columbia University heiratete sie Eugene Gadol.
Ab 1956 gehörte sie der Fakultät der City University of New York an, zuerst am Baruch College und dann am City College (CCNY). Zunächst, bis 1963, wirkte sie als Dozentin, von 1968 bis 1972 als Associate professor und ab 1972 als Professorin für Geschichte. Ab 1977 lehrte sie am Graduate Center des City College. 1963 und 1969 war sie als Gastprofessorin an der Columbia University tätig. In den 1960er Jahren beteiligte sich Kelly aktiv an den Protesten gegen den Vietnamkrieg. Später engagierte sie sich für die Frauenbewegung. Außerdem begann sie sich mit der marxistischen Lehre auseinanderzusetzen, was sie später in ihren Unterricht integrierte. Sie war eines der ersten Fakultätsmitglieder am City College, die die studentischen Forderungen für freie Zulassung unterstützten. Deswegen war sie in der Fakultät umstritten.
Unter ihrem Ehenamen Joan Gadol erschien 1969 ihre Dissertation Leon Battista Alberti. Universal Man of the Early Renaissance. Darin zeigte sie, wie sich in Albertis Weltsicht „Wissenschaft“ und „Humanismus“, das „Rationale“ und das „Spirituelle“, die „inneren“ und „äußeren“ Dimensionen menschlicher Erfahrung zusammenfanden. Mattingly bezeichnete das Buch als die beste Columbia-Dissertation, die er je gelesen habe. 1972 ließ sich Kelly scheiden und verwendete danach wieder ihren Geburtsnamen.
Von 1972 bis 1974 ließ sich Kelly vom City College beurlauben und unterrichtete am Sarah Lawrence College. Dort wurde ihr Interesse an Frauengeschichte geweckt, was zu Änderungen in ihrem Forschungs- und Lehrschwerpunkt führte. Gemeinsam mit Gerda Lerner übernahm sie die Leitung des frisch etablierten Master-Programms für Frauengeschichte am Sarah Lawrence College. Von 1976 bis 1977 war sie die Leiterin des Women’s-Studies-Programms des City College.
Kelly konnte sich schnell als einflussreiche Wissenschaftlerin in dem aufstrebenden Feld der Frauengeschichte etablieren. Dazu trugen besonders ihre beiden Artikel History and the Social Relations of the Sexes (1976) und Did Women Have a Renaissance? (1977) bei. 1975 und 1977 war sie Vorsitzende des Committee on Women Historians der American Historical Association. Sie hatte verschiedene Führungspositionen in Historikerinnen-Organisationen inne und war im Beirat des Verlags Feminist Press (1977–82) und der Zeitschrift Signs (1980–82). Kelly definierte sich als sozialistische Feministin und wollte eine marxistisch-feministische Geschichtstheorie entwickeln. Sie war zudem Gründerin und aktives Mitglied des Committee to End Sterilization Abuse (CESA) (deutsch Komitee zur Beendigung des Sterilisationsmissbrauchs). Sie war Teil eines feministischen Kollektivs, das 1979 die Broschüre Workbook on Sterilization and Sterilization Abuse veröffentlichte.
1979 wurde bei Kelly Krebs diagnostiziert. Im gleichen Jahr heiratete sie Martin Fleischer, einen Politikwissenschaftler. Sie konnte 1982 noch den Artikel Early Feminism and the Querrelle des Femmes veröffentlichen. Darin wies sie nach, dass sich feministisches Denken deutlich früher entwickelte, als bis dahin angenommen wurde. Außerdem war sie Ko-Autorin des High-School-Lehrbuchs Household and Kin: Families in Flux (1981). Ihr Beitrag Family Life zu diesem Lehrbuch gilt als eine der klarsten Darstellungen des vorindustriellen Patriarchats und der historischen Beziehung zwischen Familien-/Haushaltsstruktur, Geschlecht und Klassenbeziehungen.
1982 starb Kelly mit 54 Jahren. Posthum gaben Freundinnen und Kolleginnen 1984 ihre gesammelten Essays heraus.

## Hatten Frauen eine Renaissance?

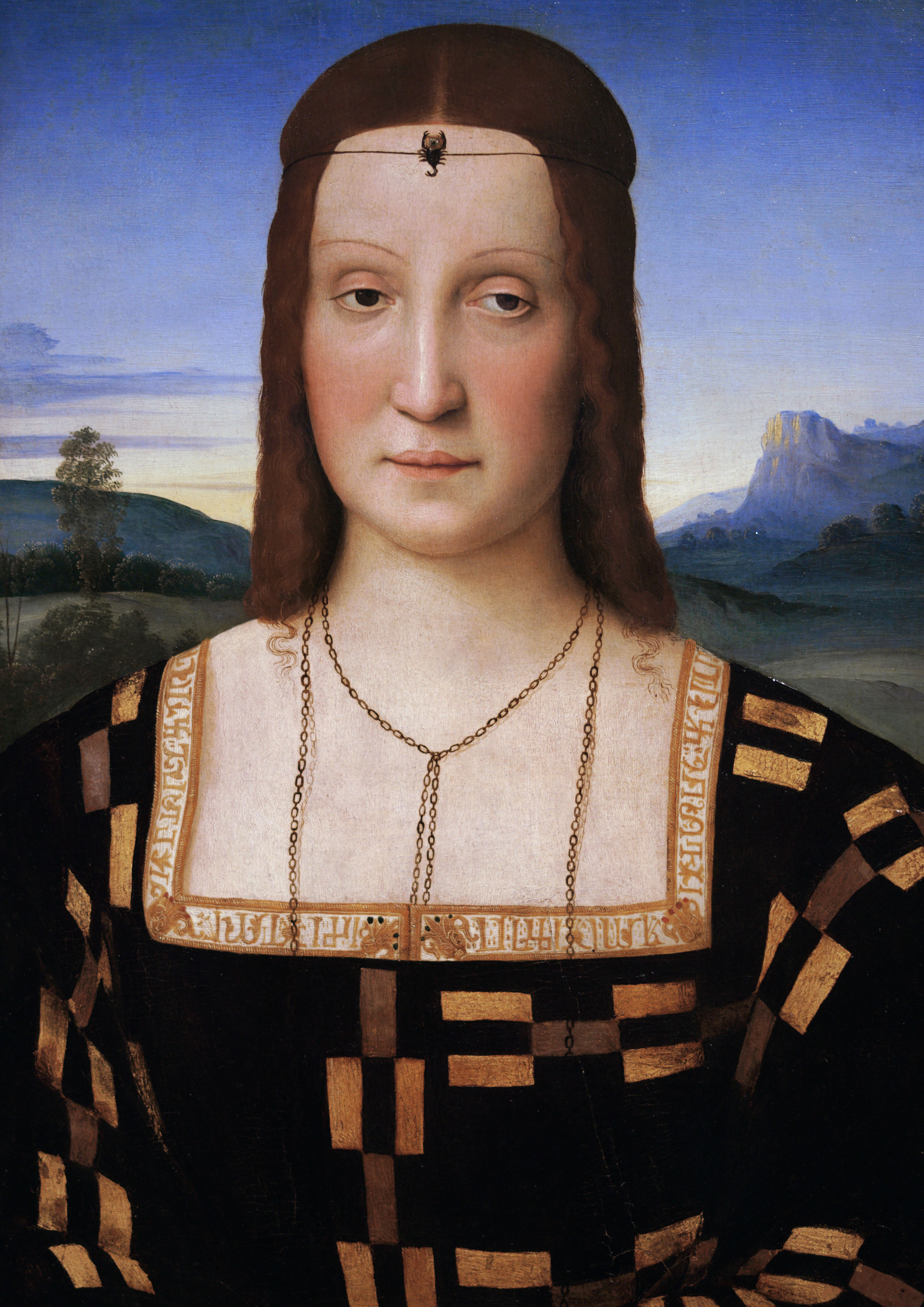
Elisabetta Gonzaga, um 1504, gemalt von Raffael

Mit dem Artikel Did Women Have a Renaissance? stellte Kelly 1977 die Anwendbarkeit der traditionellen historischen Periodisierung auf Frauen in Frage. Die Zeit der europäischen Renaissance habe für einen Großteil der damaligen Frauen kaum Fortschritte oder sogar Rückschritte in ökonomischer, politischer und kultureller Hinsicht gebracht.
Kellys Ausgangspunkt war die von dem Kulturhistoriker Jacob Burckhardt bereits 1860 formulierte Auffassung, dass die sozialen, wirtschaftlichen und politischen Entwicklungen in Europa und insbesondere in Italien zwischen 1350 und 1530 zu einem entscheidenden Bruch mit der mittelalterlichen Vergangenheit führten und die moderne Welt einleiteten. Laut Burckhardt galt dies für Männer und Frauen in der Renaissance gleichermaßen. Kelly dagegen sah einen aus weiblicher Sicht umgekehrten Gegensatz zwischen der mittelalterlichen Epoche und der Zeit der Renaissance: Im Mittelalter seien die sexuellen und anderen Rechte der Frauen gefördert worden; in der Renaissance dagegen erlebten Frauen eine Einschränkung ihrer sozialen und persönlichen Möglichkeiten. Kellys vergleichende Argumentation hat auf provokante Weise die traditionellen Assoziationen zu beiden historischen Epochen neu definiert. Ihrer Analyse zufolge stellte das gewöhnlich als unaufgeklärt geltende Mittelalter einen Moment der fortschrittlichen Möglichkeiten für Frauen dar. Diese relative Freiheit wurde durch die Innen- und Kulturpolitik der Renaissance wieder zunichtegemacht. Kelly stellte die relative Autonomie der französischen Adelsfrauen des 11. und 12. Jahrhunderts den ihrer Meinung nach stärker eingeschränkten Erfahrungen der Frauen unter dem Einfluss des Renaissance-Humanismus gegenüber. Eine der Frauen, die Kelly als Beispiele anführt, ist die Herzogin Elisabetta Gonzaga, eine der bekanntesten Frauen der Renaissance. Obwohl von Adel und Erbin eines Herzogtums, übte sie, anders als vergleichbare Frauen des Mittelalters, keine Macht aus und zeichnete sich nicht durch körperliche Aktivitäten (z. B. Reiten und Jagen) aus. Sie nahm die Konventionen hin, statt zu versuchen, sie zu gestalten. Für die Renaissance beantwortete Kelly die titelgebende Frage ihres Aufsatzes entsprechend mit „Nein“. Die davon angeregte Forschung hat später nuanciertere Einschätzungen geliefert.
Kelly schlug neue Wege zur Konzeptualisierung der Beziehungen zwischen den Geschlechtern und ihrer Auswirkungen auf die historische Entwicklung vor. Sie verwies dabei auf vier Kriterien: Einstellungen zur weiblichen Sexualität, zur wirtschaftlichen und politischen Rolle der Frau, zur kulturellen Rolle der Frau und zu den Ideologien über die Frau. Ihr Aufsatz lieferte Paradigmen-verändernde Analysen der Überschneidungen von Geschlecht und sozialer Klasse. Er legte den Grundstein für eine neue Disziplin innerhalb der Geschichtswissenschaft, die sich den Frauen in der frühen Neuzeit widmet. Der Artikel gilt als bahnbrechend für die Geschichtswissenschaft.

## Veröffentlichungen
- Leon Battista Alberti: Universal Man of the Early Renaissance (1969)
- „History and the Social Relations of the Sexes“ (1976)
- „Did Women Have a Renaissance?“ (1977)
- mit Renate Bridenthal, Amy Swerdlow, Phyllis Vine: Households and Kin: Families in Flux (1981)
- „Early Feminism and the Querrelle des Femmes“ (1982)
- Women, History and Theory: The Essays of Joan Kelly (1984)

## Ehrungen
- Joan Kelly Memorial Prize in Women’s History der American Historical Association (seit 1984)[10]